# Новожилово (Пермский край)
Новожи́лово — деревня в Косинском районе Пермского края. Входит в состав Левичанского сельского поселения. 

## География
Располагается юго-восточнее районного центра, села Коса. Расстояние до районного центра составляет 36 км. 

## История
До Октябрьской революции населённый пункт Новожилово входил в состав Чураковской волости, а в 1927 году — в состав Чураковского сельсовета. По данным переписи населения 1926 года, в деревне насчитывалось 23 хозяйства, проживало 127 человек (55 мужчин и 72 женщины). Преобладающая национальность — коми-пермяки.
По данным на 1 июля 1963 года населённый пункт входил в состав Чураковского сельсовета.

## Население
| 1963 | 2010 |
| ---- | ---- |
| 75   | ↘5   |

По данным Всероссийской переписи населения 2010 года, в деревне проживало 5 человек (4 мужчины и 1 женщина).